# Gaston Esnault
Pour les articles homonymes, voir Esnault.
Gaston Auguste Esnault, né le 30 octobre 1874 à Brest et mort le 17 septembre 1971 à Boulogne-Billancourt, est un professeur de l’enseignement secondaire, agrégé de l'Université, et un lexicographe et spécialiste de linguistique et de littérature qui a publié des études savantes sur l'argot en France, d’une part, et sur la langue bretonne et la littérature bretonne, d’autre part.
Il avait été reçu comme ovate par le Gorsedd de Bretagne sous le nom bardique de Kistinen-Vor (parfois Kistin-Mor).

## Biographie
Son père, Paul Marie Adolphe Esnault, pharmacien venu de Rennes, avait épousé Adeline Émilie Sophie Yve-Plessis, dont il eut deux enfants, Gaston et une fille posthume, Yvonne. Orphelin de père à 13 ans en 1888, Gaston fut, l’année suivante, confié à sa grand-mère maternelle, épouse d’un officier de marine, car sa mère s’était remariée avec un pharmacien de la Marine et avait quitté Brest pour la Guyane, puis, pour Pondichéry. Celle-ci eut l’occasion de souligner que son époux défunt était très autoritaire et que son fils en avait peut-être hérité un caractère entier.

La grand-mère, Marie Herveline Yve-Plessis, née Petit, de religion protestante comme l’était son petit-fils, baptisé au temple protestant de Brest, jouissait d’une grande aisance financière, car elle possédait beaucoup de biens immobiliers dans la ville.
Gaston Esnault fit de brillantes études aux lycées de Brest (1892-1893), puis de Rennes (1893-1894) et partit en classe de lettres supérieures au lycée Charlemagne à Paris (1894-1895) sous la houlette de son oncle Robert-Charles Yve-Plessis, journaliste puis conservateur à la Bibliothèque de l’Arsenal, et passionné par l’argot.
Préparant un livre de bibliographie de l’argot, il demanda à son neveu âgé de 26 ans trois contributions (bécane, bougie, bourrique), mais surtout une préface qui prit la forme d’un dialogue, entre Hylas et Jean, le premier donnant le point de vue de Gaston Esnault qui fait siennes les idées de quelques prédécesseurs dont Marcel Schwob.
Pendant ses études, Gaston Esnault fréquente les milieux bretons de Paris et est parmi les fondateurs de l’association des étudiants brittophones de Paris, le Jabadao. En même temps, il s'engage à gauche dans le Parti socialiste unifié et écrit dans le journal L’Action en 1903 et 1904 des articles de politique extérieure et d’autres où il se montre anticlérical. Dans sa correspondance, il marquera assez souvent ses oppositions à la plus grande partie du mouvement breton qu’il jugeait trop à droite.
Il ne réussit pas à entrer à l’École normale supérieure de Paris, mais obtient la licence de philosophie en 1897, puis est reçu au septième rang à l’agrégation de grammaire en 1909.
Pour poursuivre ses études et pouvoir se marier, il enseigne de 1901 à 1905 à l’École alsacienne. Il réussit à entrer dans l’enseignement public à la rentrée de 1905 et exerce à Meaux comme maître d'études, puis à Reims en 1907.
Il fera une carrière de professeur de grammaire, successivement, dans les lycées de Meaux, Reims, Châtillon, Compiègne, d’Alençon et de Nantes, puis à Paris, dans les lycées Charles-Rollin et Janson-de-Sailly où il achève sa carrière en 1936.
En 1906, il épouse Joséphine Marie Gadreau, fille de Jean Prosper Gadreau, un ancien imprimeur brestois, qu’il avait connue dans les milieux bretons de Paris. Les parents de la future mariée exigèrent la conversion du jeune protestant pour que soit célébré un mariage catholique.
Il voulut refuser cependant un baptême catholique à leur unique enfant, avant de céder devant le danger de mort, laquelle intervint peu après. Pendant la guerre, qu’il fit dans les tranchées, il portait un papier exprimant sa volonté de bénéficier des services d’un pasteur protestant, s’il était en danger de mort.
Il termina sa vie à Paris dans le 16e arrondissement et décéda le 17 septembre 1971 à l'hôpital Ambroise Paré, à Boulogne-Billancourt. Il est enterré au cimetière de Neuilly-sur-Seine.

## Études savantes

### Le spécialiste de l’argot
L’intérêt pour l’argot français, en utilisant toutes les ressources de la dialectologie lui a permis de rédiger un livre et cinq articles dans la Revue de philologie française et Le Français moderne qui ont été des apports remarqués à l’argotologie. Il lui arrive de polémiquer avec fougue avec un de ses confrères, Lazare Sainéan, son aîné et premier défricheur de "l'argot des tranchées". Esnault publie un dictionnaire de l’argot des armées françaises en 1914-1918, Le poilu, tel qu’il se parle, paru en 1919, qui est considéré par Pierre Enckell, comme « méconnu et sous-utilisé », alors qu’il recèle « des trésors cachés ».

Outre la préface du livre de son oncle consacré à l'argot, il fit paraître, vers la fin de sa vie, un dictionnaire historique des argots français.

### Le spécialiste de la langue bretonne
Gaston Esnault n’a étudié le breton de manière approfondie qu’au moment de ses études rennaises et parisiennes, mais c’était une langue qu’il avait probablement entendu parler à Brest. 

Cela lui permit de passer l’examen en breton indispensable pour entrer en 1903, lors de l'assemblée de Brignogan-Plages, dans le collège bardique de Bretagne, appelé Gorsedd de Bretagne, comme ovate  ayant choisi le surnom (« nom bardique ») de Kistinen-Vor (Oursin). Était-ce par lucidité sur son esprit très piquant que l’on retrouvera dans certaines de ses critiques plutôt polémiques ?

Il fréquenta régulièrement les assemblées estivales annuelles du Gorsedd qui, autour de François Jaffrennou- Taldir, était régionaliste et très opposé aux nationalistes séparatistes.

Lors de ses études universitaires, il fut élève de Victor Henry et de Ferdinand Brunot. Le premier s'était intéressé au breton jusqu'à faire paraître un livre sur l'étymologie du vocabulaire usuel du breton
En 1903, il publie sous l'égide du Jabadao, un lexique (roll-giriou) de 12 pages pour rassembler les nouveaux mots bretons (Giriou nevez), au nombre de 350, couvrant toutes sortes de disciplines (Arts, Littérature, Science, Invention, Société, Pouvoir constitué, Âme, Commerce, etc. Il est probable que sa contribution aux domaines de la Langue et de la Littérature fut des plus importantes, sans qu'il ait eu à laisser les autres de côté.

Dans l'Almanach 1904 de l'Union régionaliste bretonne, il se fait le porte-parole des "Étudiants-Bretonnants"  qui veulent "réaliser la Science bretonnante. Regretterons-nous d'arriver un peu plus tard que Le Gonidec et de n'avoir plus à accomplir que la moindre et la partie la plus facile de la besogne ? Non, il nous reste aussi, heureusement, à combattre de joyeux combats pour donner à la Science bretonne son Université, ses congrès, ses palais, ses laboratoires nationaux".
 
En 1904, il publie aussi plusieurs articles en breton dans Le Terroir breton.
Toujours, dans le cadre du Jabadao, il s'occupa de la mise en scène de la pièce de théâtre en breton Marvailh an ene naounek de Tanguy Malmanche, jouée le 24 avril 1905 au Théâtre du Vieux-Colombier (alors Théâtre de l'Athénée-Saint-Germain). La pièce y aurait fait salle comble, avant d'être jouée en Bretagne, souvent à l'insu de l'auteur.

En 1913, il fait paraître, à compte d’auteur, une brochure de 48 pages, Danvez geriadur : matériaux pour compléter les dictionnaires breton-français qu'il republiera en 1966, apportant une intéressante et importante contribution au vocabulaire moderne du breton contemporain.

Il publie en 1921 une étude très savante d’un auteur breton du XVIIIe siècle, Claude-Marie Le Laé, dont il donne les éditions avec notes des manuscrits pour deux poèmes en français et un, Ar C'hy (Le chien), très long, en breton.
Il fit une œuvre de chartiste en exhumant des cahiers manuscrits non catalogués dans les bibliothèques de Bretagne et en retrouvant une partie de la correspondance de l’auteur aux Archives du Finistère.

Il souligne un passage du fonctionnaire et voyageur, Jacques Cambry, qui ignorait le breton, mais qui avait dressé un magnifique éloge de C.- M. Le Laë qui doit être cité entièrement :

« Un des meilleurs poètes bretons vécut dans cette ville. Ses vers ont encore la faculté, j’en suis témoin, de faire rire aux éclats, d’un rire inextinguible, les hommes de la campagne les moins instruits ; les gens des villes les plus éclairés ; les femmes ; les enfans ; tous ceux qui les entendent. Ce bon rire, que déterminoit Carlin, peut seul donner l’idée des éclats, des redoublemens que les vers de le Laé savent exciter.

Son Michel Morin est un chef-d’œuvre de gaîté, de plaisanterie, de cette naïveté maligne que Swift, Rabelais et quelques poètes italiens employèrent dans leurs œuvres burlesques. »

Gaston Esnault souscrivait à ce jugement et combattait la critique injuste des grands « antiquaires » du XIXe siècle, Émile Souvestre (lequel reconnaissait pourtant que le Morin est le seul livre bien écrit en breton qu’il connût), et surtout Théodore Hersart de la Villemarqué. Après le livre d’Esnault, les études de la littérature bretonne firent une place à Le Laé, mais son rayonnement reste freiné par le fait qu’aucune version en breton modernisé n’est disponible pour l’enseignement en breton.
Il fit la synthèse de ses deux grands centres d'intérêt en étudiant le français parlé en Basse-Bretagne, influencé par le breton et utilisant des formes d'argot, et lui consacra une thèse publiée en 1925.

## Œuvres
- Dictionnaire historique des argots français, Paris, Larousse, 1965.
- Métaphores occidentales : essai sur les valeurs imaginatives concrètes du français parlé en Basse-Bretagne comparé avec les patois, parlers techniques et argots français, Paris : Les Presses universitaires de France, 1925. Thèse universitaire.
- La Vie et les œuvres comiques de Claude-Marie le Laé (1745 – 1791). Poèmes Français : Les Trois Bretons, L'Ouessantide. Poème Breton: La burlesque Oraison funèbre de Michel Morin, Paris, Honoré Champion- Edouard Champion, 1921.
- Laënnec bretonnant. In : Bulletin de la Société archéologique du Finistère, Quimper, Tome XLVI, 1919.
- Le poilu tel qu’il se parle : Dictionnaire des termes populaires récents et neuf employés aux armées en 1914–1918, étudiés dans leur étymologie, leur développement et leur usage. Paris : Editions Bossard, 1919. 610 p. Réédition : Genève, Slatkine Reprints, 1968. [ (ISBN 0120122901)]
- Danvez geriadur : matériaux pour compléter les dictionnaires français-breton, Quimper, 1913, 48 p. G. Esnault l'a complété et révisé pendant des années avant de publier une édition finale dans le n° 109 de la revue en breton Hor Yezh en 1966.
- Robert Yve-Plessis. Bibliographie raisonnée de l’argot et de la langue verte en France du XVe au XXe siècle, préface de Gaston Esnault. Paris : H. Daragon ; P. Sacquet, 1901. xvi-173 p.

Hor Yezh :
Gaston Esnault a repris, après une interruption de 50 ans ses travaux de lexicographie breton et ils ont paru, en partie après sa mort, dans la revue linguistique Hor Yezh de 1966 à 1975. n° 48-49, 52-53, 55, 59, 65, 83, 104 et 109 (de A à Poch).
Annales de Bretagne et de Vendée :
- Simpliciteou, Epigrammou, LXXI, 4, 1964, p. 569-614
- Ar C'hi, LXXV, 4, 1968, p. 705-788. Édition critique et traduction d'une pièce satirique en breton de Claude-Marie Le Laë.

Bulletin de la Société archéologique du Finistère, T. 40, 1913, p. 55-110. Danvez geriadur. Matériaux pour compléter les dictionnaires breton-français. A-B.